# Herrenhöhe (Kürten)
Herrenhöhe ist ein Wohnplatz in der Gemeinde Kürten im Rheinisch-Bergischen Kreis.

## Lage und Beschreibung
Der Ort liegt an der Bundesstraße 506 zwischen Herweg und Schnappe. Es wird geprägt durch einzelne Wohnbebauung und das Gewerbegebiet Gewerbepark Herweg.

## Geschichte
Die Topographia Ducatus Montani des Erich Philipp Ploennies aus dem Jahre 1715, Blatt Amt Steinbach, belegt, dass der Ort bereits 1715 als Ort mit mehreren Höfen bestand und als Höhe bezeichnet wurde. Aus der Charte des Herzogthums Berg 1789 von Carl Friedrich von Wiebeking geht hervor, dass Herrenhöhe zu dieser Zeit Teil der Honschaft Bechen im Kirchspiel Bechen im Landgericht Kürten war. Er benennt den Ort als Höhe.
Unter der französischen Verwaltung zwischen 1806 und 1813 wurde das Amt Steinbach aufgelöst und Herrenhöhe wurde politisch der Mairie Kürten im Kanton Wipperfürth  im Arrondissement Elberfeld zugeordnet. 1816 wandelten die Preußen die Mairie zur Bürgermeisterei Kürten im Kreis Wipperfürth.
Herrenhöhe gehörte zu dieser Zeit zur Gemeinde Bechen.
Der Ort ist auf der Topographischen Aufnahme der Rheinlande von 1824 als Höhe und auf der Preußischen Uraufnahme von 1840 als Höh verzeichnet.
Ab der Preußischen Neuaufnahme von 1892 ist er auf Messtischblättern regelmäßig als Höhe bzw. Herrenhöhe verzeichnet.
1822 lebten drei Menschen im als Haus kategorisierten und Höhe bezeichneten Ort. 1830 hatte der Ort Einwohner und wurde mit Höhe bezeichnet. Der 1845 laut der Uebersicht des Regierungs-Bezirks Cöln als Haus kategorisierte Ort besaß zu dieser Zeit ein Wohnhaus. Zu dieser Zeit lebten Einwohner im Höhe genannten Ort, davon alle katholischen Bekenntnisses. Die Gemeinde- und Gutbezirksstatistik der Rheinprovinz führt Herrenhöhe 1871 mit einem Wohnhaus und acht Einwohnern auf. Im Gemeindelexikon für die Provinz Rheinland von 1888 werden ein Wohnhaus mit acht Einwohnern angegeben. 1895 hatte der Ort ein Wohnhaus und zwölf Einwohner. 1905 besaß der Ort ein Wohnhäuser und elf Einwohner und gehörte konfessionell zum katholischen Kirchspiel Bechen.
1927 wurden die Bürgermeisterei Kürten in das Amt Kürten überführt. In der Weimarer Republik wurden 1929 die Ämter Kürten mit den Gemeinden Kürten und Bechen und Olpe mit den Gemeinden Olpe und Wipperfeld zum Amt Kürten zusammengelegt. Der Kreis Wipperfürth ging am 1. Oktober 1932 in den Rheinisch-Bergischen Kreis mit Sitz in Bergisch Gladbach auf. Ab der TK25 des Jahres 1954 wird nicht mehr der Name Höhe, sondern Herrenhöhe verwendet.
1975 entstand aufgrund des Köln-Gesetzes die heutige Gemeinde Kürten, zu der neben den Ämtern Kürten, Bechen und Olpe ein Teilgebiet der Stadt Bensberg mit Dürscheid und den umliegenden Gebieten kam.
Anfang der 1990er Jahre verschmolzen die Ortslagen Klief und Herrenhöhe durch die Anlage des Gewerbegebiets Gewerbepark Herweg. Das Gewerbegebiet umfasst eine Fläche von 135.000 m². Das Gewerbegebiet wurde von der Gemeinde Kürten auf dem ehemaligen Grund des Gutshof entwickelt, nachdem die Eigentümerin des Orts und Ehrenbürgerin Maria Rost verstarb und das Vermögen in eine Stiftung einbrachte.

### Der Gutshof Herrenhöhe
Die Hofschaft entwickelte sich aus dem Gutshof Höhe bzw. ab den 1950er Jahren so genannte Herrenhöhe, heute mit der postalischen Adresse Herrenhöhe 11.
Der Hof gehörte bis zu Beginn des 19. Jahrhunderts zur Abtei Altenberg. Das jetzige Gebäude ist ein zweigeschossiger verschieferter Fachwerkbau aus der ersten Hälfte des 19. Jahrhunderts mit leicht vorkragendem Obergeschoß, umbiegendem Kranzgesims und Krüppelwalmdach. Auf dem Gelände des Gutshofs befindet sich die Grabkapelle der Familie Rost aus den 1945er Jahren, im Inneren eine Grabplatte mit Inschrift.
Der Gutshof und die Grabkapelle einschließlich der Heckenumfriedung sind in der Liste der Baudenkmäler in Kürten mit den Nummern 15 bzw. 124 eingetragen.

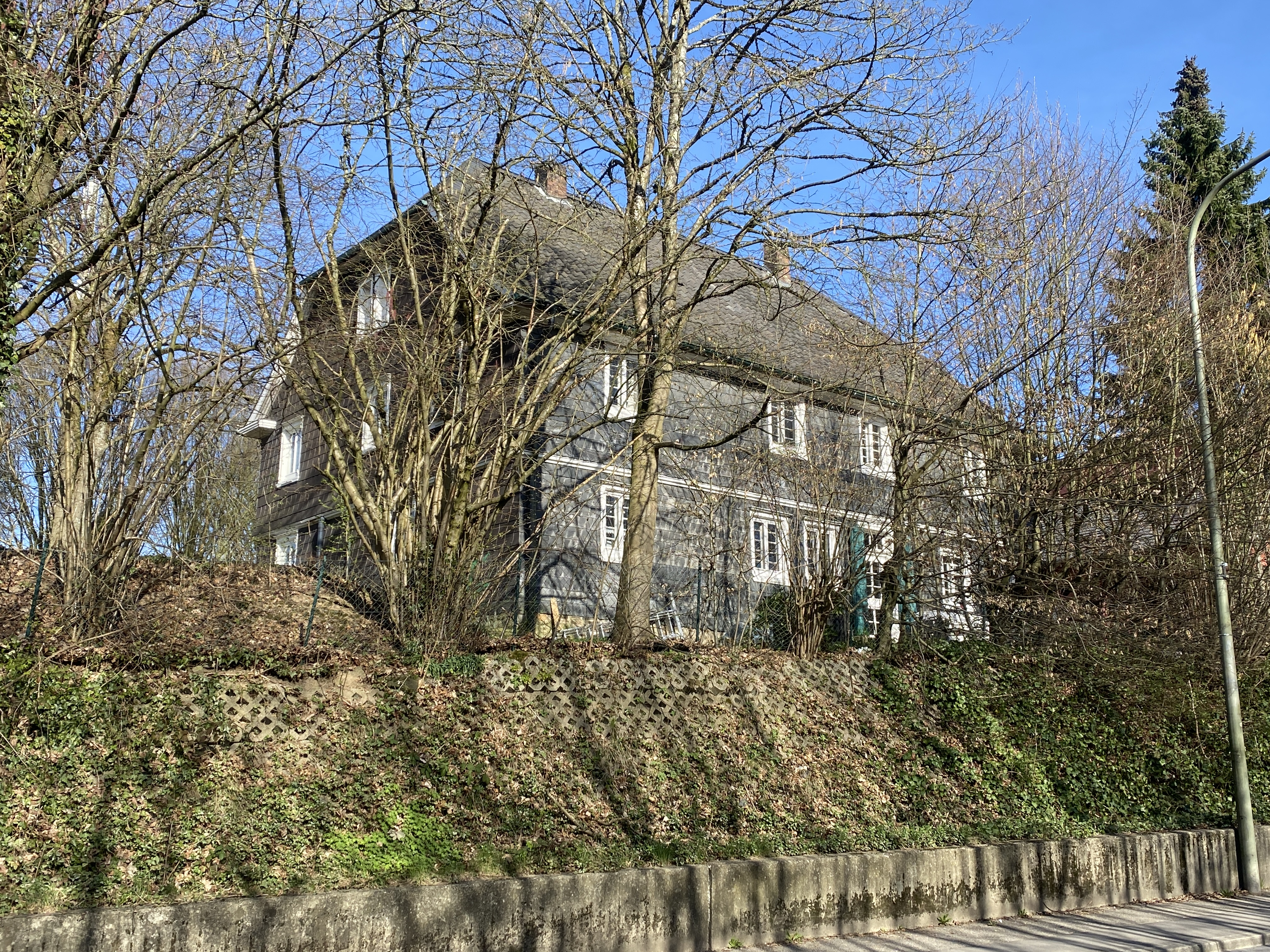
Gutshof Herrenhöhe
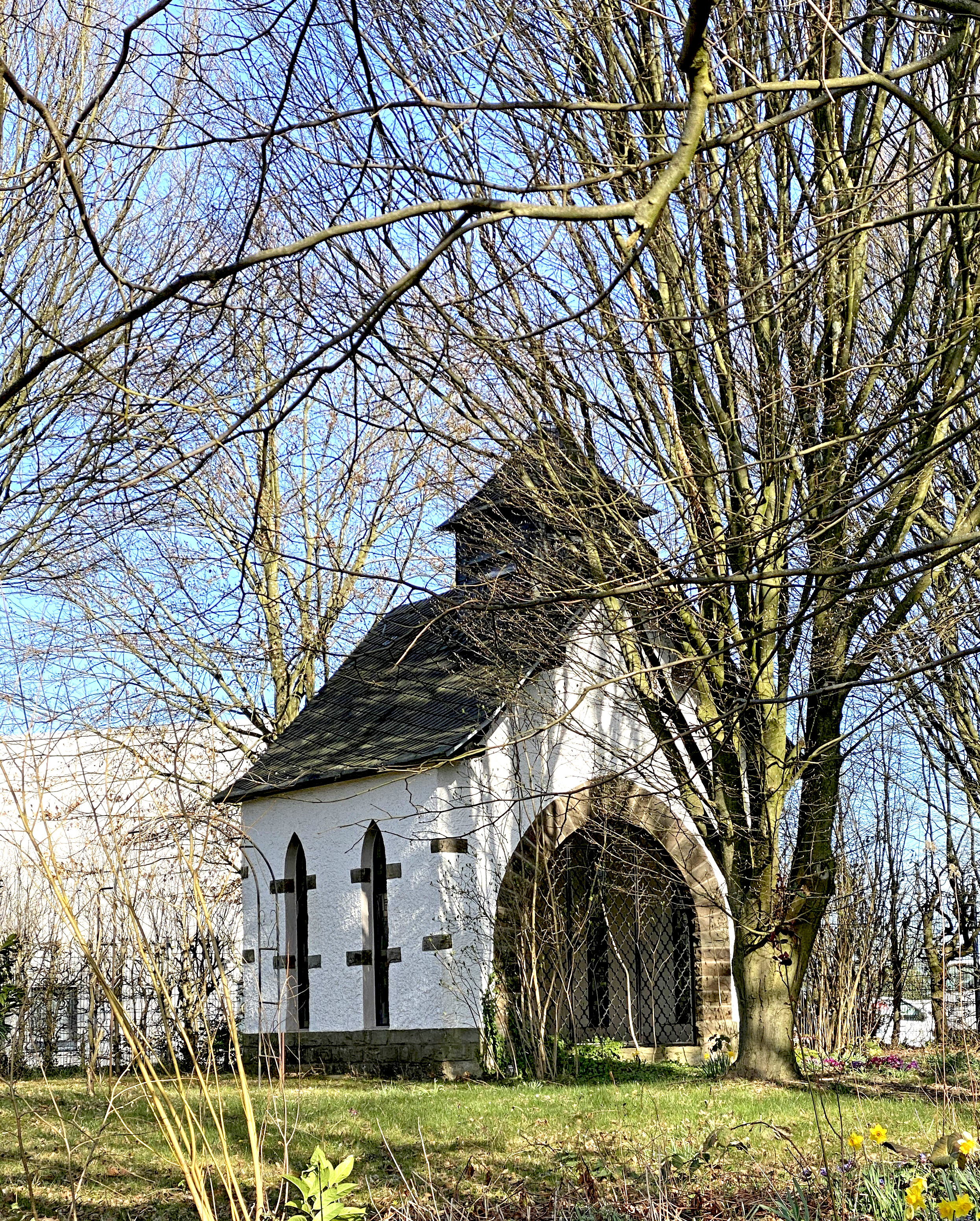
Baudenkmal Grabkapelle
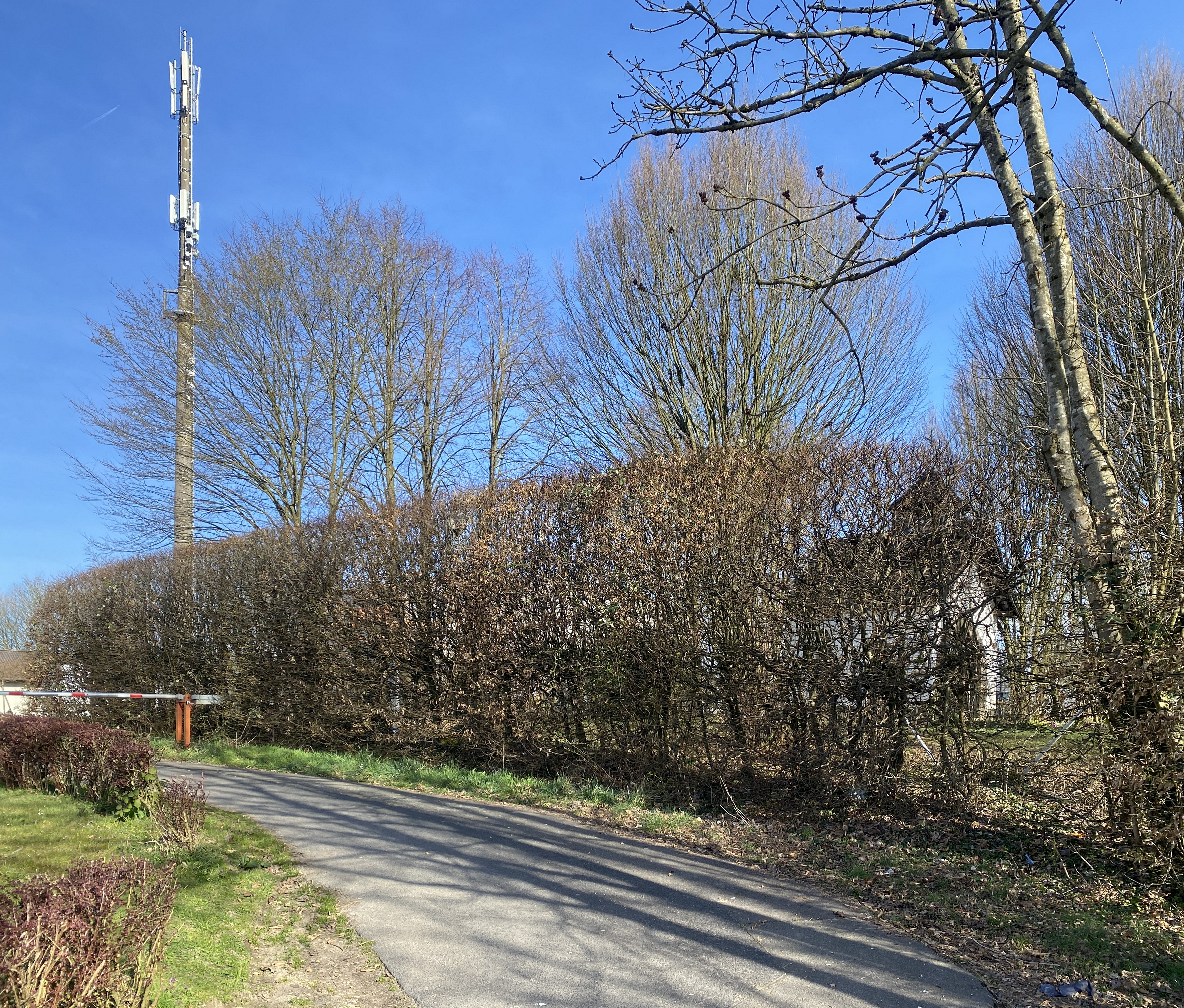
Heckenumfriedung um die Grabkapelle